# Matt Toomua
Matt Toomua (nacido en Melbourne el 2 de enero de 1990) es un jugador de rugby australiano, que juega de apertura o centro interior para la selección de rugby de Australia y, actualmente (2015) para los Brumbies del Super Rugby.

## Primeros años
Nacido en Melbourne de padre samoano y madre neozelandesa de ascendencia europea, Toomua se trasladó a Brisbane donde jugó en su equipo de fútbol junior con Logan City antes de acudir al Brisbane State High School. En 2006 lideró al equipo de Queensland II a su primer título del Campeonato de Escuelas Nacionales de Australia, logrando todos los puntos de su equipo en su victoria final 14–13 sobre NSW II en Sídney. Compitiendo con gente como los más expertos aperturas Kurtley Beale (NSW) y Quade Cooper de Queensland, Toomua fue seleccionado para el equipo Australia A que derrotó 22-18 al equipo de Tonga sub-18. Dos meses más tarde, capitaneó a los Queensland Red hasta las finales de los nacionales sub-16 en Sídney.[cita requerida]

## Carrera

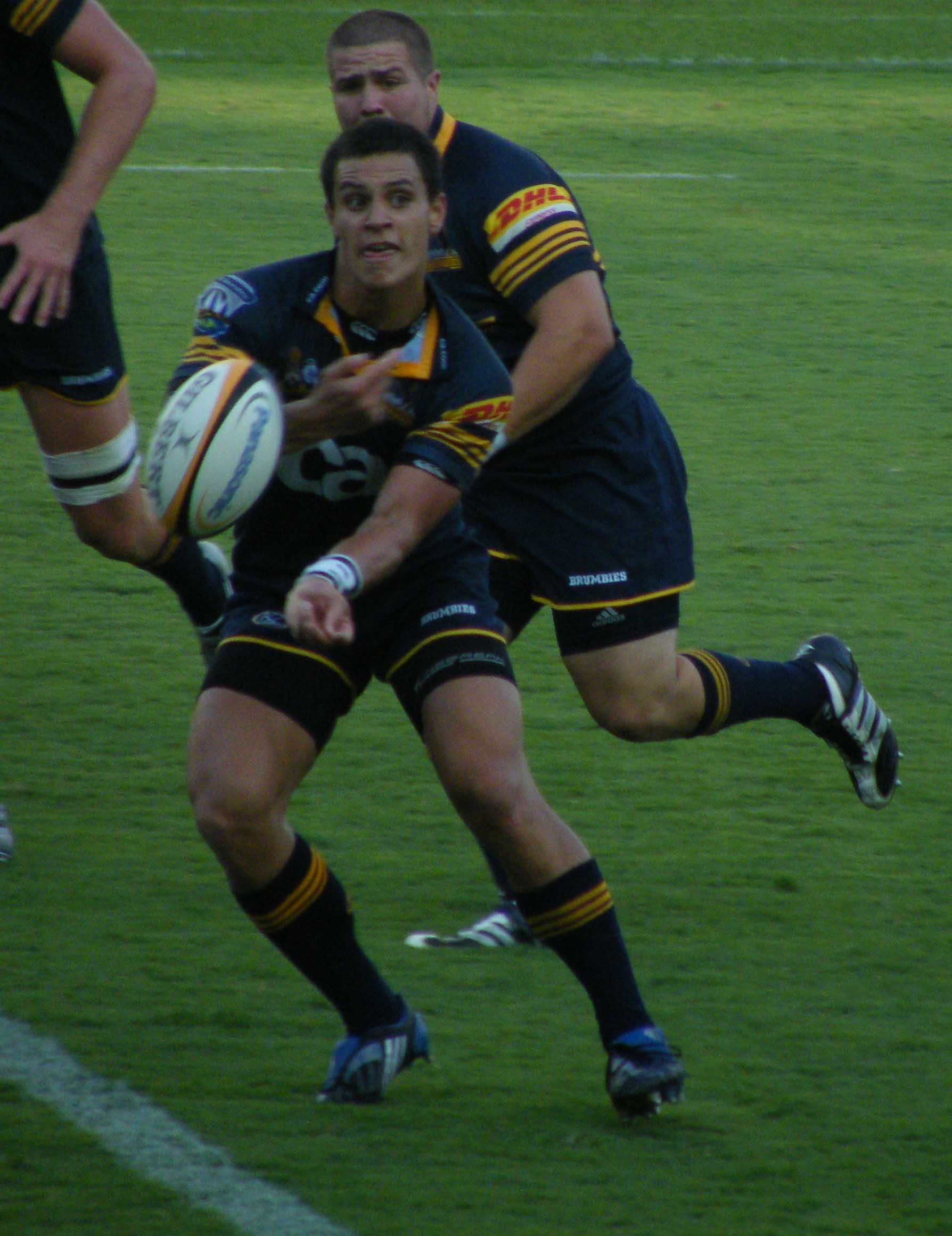
Toomua en 2009

En 2013, los Brumbies seleccionaron a Toomua como apertura. En el primer partido con los Brumbies de la temporada de Super Rugby 2013, Lealiifano se movió a la posición de centro interior; y tanto Toomua como Lealiifano jugaron los 80 minutos para ayudar a los Brumbies a derrotar a los Reds. Durante el choque de semifinales contra el equipo sudafricano, los Bulls en Loftus Versfeld de Pretoria, Toomua ayudó a preparar el ensayo ganador al centro exterior Tevita Kuridrani en los minutos finales del juego, ayudando a los Brumbies a ganar 26–23 que había también guiado al equipo al partido de la gran final contra los Chiefs.
Después de una excelente temporada de Super Rugby con los Brumbies en 2013, Toomua fue incluido en la selección de rugby de Australia que jugaría el Rugby Championship 2013. El 18 de agosto, hizo su debut con los Wallabies en el ANZ Stadium de Sídney enfrentándose al entonces campeón mundial, los All Blacks en el primer partido de la Bledisloe Cup 2013. Se convirtió en el primer jugador australiano que debutaba como titular frente a los All Blacks desde Rod Kafer. Estuvo 60 minutos en el campo, antes de ser sustituido por Quade Cooper.
Después de perder el partido de la Bledisloe Cup en Sídney, Ewen McKenzie lo conservó como apertura en el segundo partido de la Bledisloe Cup en el Westpac Stadium en la capital de Nueva Zelanda, Wellington. Sin embargo, los Wallabies terminaron perdiendo 16–27, y los All Blacks ganaron la copa de 2013. Después de ese partido, Toomua volvió al banquillo para el resto del Rugby Championship de 2013, y Quade Cooper reclamó el jersey de apertura n.º 10.
El 19 de octubre, Toomua fue seleccionado como centro interior para un tercer choque de la Bledisloe Cup en el Forsyth Barr Stadium de Dunedin. Logró un ensayo a nivel de test en la segunda mitad del partido.[cita requerida] Los Wallabies perdieron 33–41.
En la gira de primavera de los Wallabies por Europa, el entrenador McKenzie lo seleccionó como centro interior para los choques contra Inglaterra (donde anotó el único ensayo para los Wallabies en ese partido), Italia y Irlanda. En el calentamiento para el enfrentamiento contra Escocia, Toomua se lesionó el tendón al entrenar lo que le impidió jugar el resto de los partidos de la gira de primavera.
Seleccionado para la Copa Mundial de Rugby de 2015, intervino en la aplastante victoria 65-3 frente a Uruguay; Toomua anotó uno de los once ensayos de su equipo.

## Vida personal

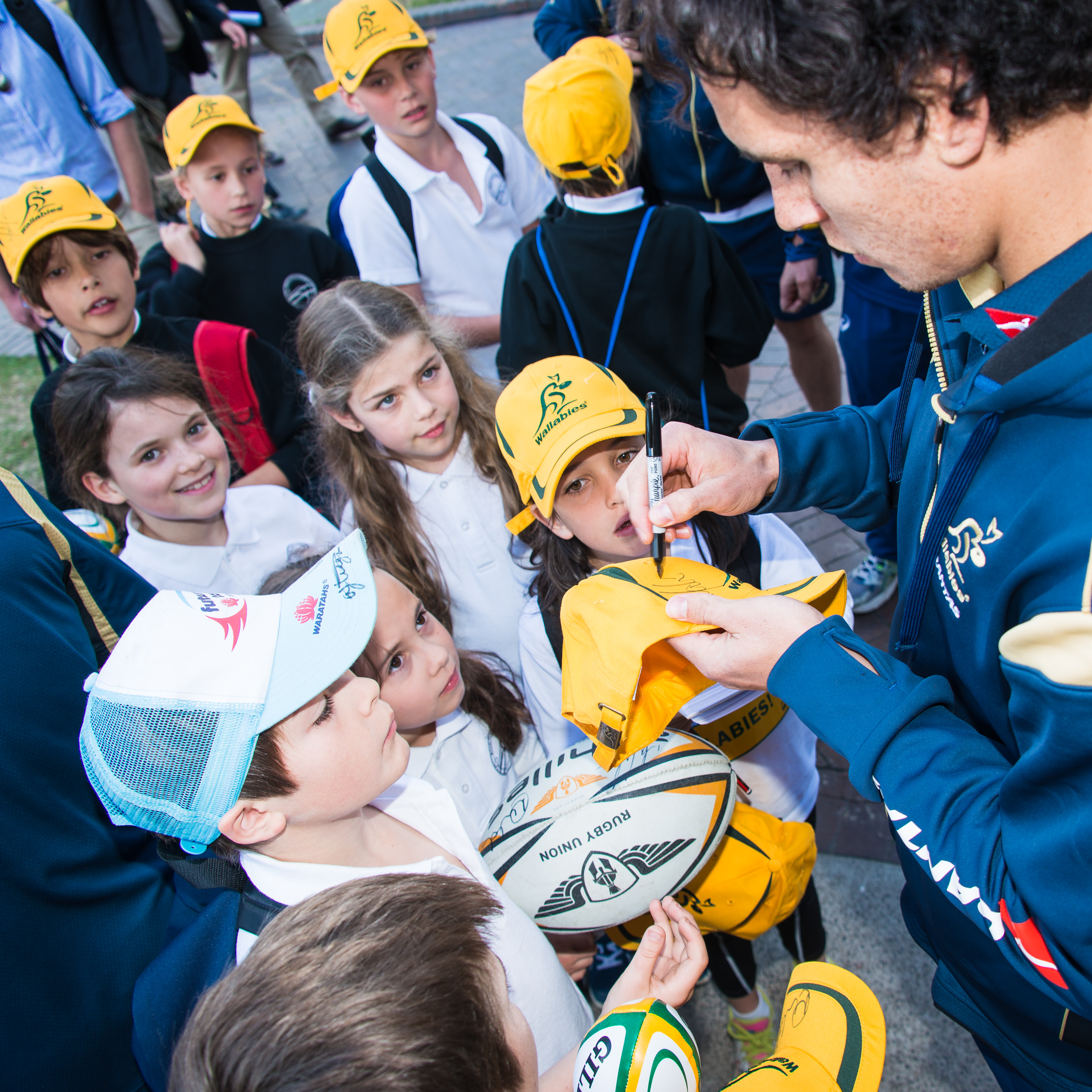
Wallaby Matt Toomua con aficionados, en 2014

Toomua está de pareja con la estrella internacional de cricket y fútbol Ellyse Perry. En agosto de 2014 le propuso matrimonio y se casaron en diciembre de 2015.